# Delta Persei
Delta Persei is een ster in het sterrenbeeld Perseus met een afstand van 522 lichtjaar en schijnbare magnitude 3,0. De ster heeft een spectraalklasse van B5III wat betekent dat het een reuzenster is.